# Oxalis pretoensis
Oxalis pretoensis är en harsyreväxtart som beskrevs av A. Lourteig. Oxalis pretoensis ingår i släktet oxalisar, och familjen harsyreväxter. Inga underarter finns listade i Catalogue of Life.